# Francis Dean Alleyne

Wappen von Francis Dean Alleyne

Francis Dean Alleyne OSB (* 3. Dezember 1951 in Pointe-à-Pierre (Trinidad und Tobago)) ist Bischof von Georgetown.

## Leben
Francis Alleyne trat in die Benediktiner-Abtei Mount St. Benedict in Tunapuna ein und legte die Profess am 8. Dezember 1975 ab. Am 7. Juli 1985 empfing er die Priesterweihe. Er war Novizenmeister und Prior der Abtei. 1995 wurde er zum Abt gewählt.
Papst Johannes Paul II. ernannte ihn am 30. Oktober 2003 zum Bischof von Georgetown. Die Bischofsweihe spendete ihm der Erzbischof von Port of Spain, Edward Joseph Gilbert CSsR, am 30. Januar des nächsten Jahres; Mitkonsekratoren waren Lawrence Aloysius Burke S.J., Erzbischof von Nassau, und Benedict Singh, Altbischof von Georgetown. 